# Schönfeld/Schullwitz
Schönfeld/Schullwitz mit Borsberg, Eschdorf, Krieschendorf, Malschendorf, Reitzendorf, Rossendorf und Zaschendorf ist ein statistischer Stadtteil im äußersten Osten von Dresden. Der lange Stadtteilname resultiert aus der Aneinanderreihung von neun recht einwohnerarmen Ortsteilen der Ortschaft Schönfeld-Weißig, die in dieser Einheit statistisch erfasst werden.
Er ist der flächengrößte und östlichste bewohnte statistische Stadtteil Dresdens und enthält neun Dörfer im Schönfelder Hochland. In Schönfeld/Schullwitz liegt das Helmholtz-Zentrum Dresden-Rossendorf und das Triebenberglabor der TU Dresden.

## Gliederung
Zu diesem statistischen Stadtteil gehören die Schönfeld-Weißiger Ortsteile Borsberg, Eschdorf (mit Rosinendörfchen), Krieschendorf, Malschendorf, Reitzendorf, Rossendorf, Schönfeld, Schullwitz und Zaschendorf. Schönfeld/Schullwitz ist der flächenmäßig größte bewohnte statistische Stadtteil Dresdens, jedoch dünn besiedelt und trotz der Vielzahl an Ortsteilen aufgrund seines dörflich-ländlichen Charakters zugleich jener mit der geringsten Bevölkerungsdichte. Er gliedert sich in folgende acht statistische Bezirke:
- 471 Schönfeld
- 472 Schullwitz
- 473 Borsberg
- 474 Eschdorf
- 475 Rossendorf
- 476 Krieschendorf/Malschendorf
- 477 Reitzendorf
- 478 Zaschendorf

## Lage
Schönfeld/Schullwitz grenzt an die statistischen Stadtteile Hosterwitz/Pillnitz, Gönnsdorf/Pappritz und Weißig. Nordöstlich bis südöstlich benachbart liegen Radeberg, Dürrröhrsdorf-Dittersbach und Pirna.
Die Grenzen des statistischen Stadtteils folgen den alten Flurgrenzen der Dörfer durch den Keppgrund, das Schönfelder Hochland beziehungsweise das südliche Radeberger Land sowie entlang der Dresdner Elbhänge. Im Osten sind sie zudem identisch mit der Dresdner Stadtgrenze. Schönfeld/Schullwitz liegt vollständig außerhalb des Elbtalkessels. Mit dem Triebenberg befindet sich hier die höchste Erhebung der sächsischen Landeshauptstadt.

## Verkehr
Wichtigste Straßen des Stadtteils sind die Bundesstraße 6 und die Staatsstraße 177, die sich in Rossendorf kreuzen und ins Stadtzentrum beziehungsweise zu den Autobahnen A 4 und A 17 führen. Sie werden von verschiedenen Buslinien der Müller Busreisen befahren, die Schönfeld/Schullwitz unter anderem mit Stolpen, Sebnitz, der Dresdner Innenstadt und Bühlau verbinden.